# Sedment al-Djebel
Sedment al-Djebel (o Sidment al-Gebel) és un llogaret de l'Egipte mitjà, prop de Lisht. En egiptologia és conegut principalment per una sèrie de cementiris excavats prop d'aquest poble. Els cementiris van ser l'objectiu de diverses expedicions, la més important sota Flinders Petrie i Guy Brunton. El seu treball es va publicar en dos volums.